# Blahodatne
Blahodatne (em ucraniano: Благодатне) é um assentamento de tipo urbano no distrito de Volnovakha, no oblast de Donetsk, Ucrânia. Pertence à comunidade de Olhynka, uma das comunidades da Ucrânia. Sua população estimada em 2022 era de 1.023 habitantes.

## História

### Guerra Russo-Ucraniana
Em 7 de novembro de 2014, durante a guerra em Donbas, guardas de fronteira ucranianos repeliram um ataque de um grupo de homens armados perto de Blahodatne. O incidente ocorreu por volta da meia-noite, quando o movimento de 12 homens armados foi detectado usando um termovisor. Após vários tiros de advertência, abriu-se fogo para derrotar o inimigo, que então recuou.
Em novembro de 2022, as forças militares ucranianas retomaram a vila de Blahodatne das forças apoiadas pela Rússia durante a invasão da Ucrânia. As Forças Armadas da Ucrânia afirmaram ter repelido um ataque a Blahodatne e outras 13 localidades na parte oriental do oblast de Donetsk. Em janeiro de 2023, a empresa militar privada alinhada com a Rússia, Grupo Wagner, assumiu o controle do assentamento. A linha exata de contato na região de Donetsk estava indefinida devido à intensidade dos combates, especialmente na cidade de Bakhmut, onde alguns dos confrontos mais pesados estavam ocorrendo. A situação ao longo da linha de frente foi descrita como desafiadora, com 17 pessoas feridas e 4 civis mortos em ataques russos à região.